# Antonio Vela Herranz
Antonio Vela Herranz (Pardos, província de Guadalajara, 17 de gener de 1865 - Madrid, 8 de juny de 1927) fou un físic i astrònom espanyol, acadèmic de la Reial Acadèmia de Ciències Exactes, Físiques i Naturals.

## Biografia
Va estudiar inicialment a Guadalajara i es llicencià en ciències físiques i exactes a la Universitat Central de Madrid pensionat per la Diputació Provincial de Guadalajara. En 1884 va obtenir una plaça d'astrònom a l'Observatori Astronòmic de Madrid i el 1889 el títol d'astrònom. Entre 1900 i 1905 va prendre part en expedicions oficials a Burgos i Plasència per determinar les coordenades geogràfiques necessàries en l'observació d'eclipsis de sol. De 1919 a 1927 va ser cap de l'Observatori Astronòmic de Madrid.
Simultàniament, en 1890 fou nomenat professor auxiliar de la Facultat de Ciències de la Universitat Central de Madrid, en la que el 1908 va obtenir la càtedra d'astronomia física. De 1895 a 1898 fou Conseller d'Instrucció Pública. Membre de la Reial Societat Espanyola de Física i Química, fellow de la Royal Astronomical Society de Londres i soci corresponent de l'Institut de Coïmbra. El 1919 fou escollit acadèmic de la Reial Acadèmia de Ciències Exactes, Físiques i Naturals, en la que va ingressar l'any següent amb el discurs Magnitudes estelares.

## Obres
- Estudio del teodolito y del anteojo de pasos de Salmoiraghy
- Determinación de la latitud y de la hora en las estaciones de Plasencia y Burgos
- Observaciones de cometas
- Límites del espectro solar
- Problemas y métodos astronómicos